# Хамиду, Сулейману
Сулейману́ Хамиду́ (фр. Souleymanou Hamidou; 22 ноября 1973, Моколо, Камерун) — камерунский футболист, вратарь. Выступал за сборную Камеруна.
Профессиональную карьеру Хамиду начал в клубе «Котон Спорт», в 2000 году он перебрался в Турцию, где играет и поныне. Первым его клубом в Турции стал «Ризеспор», в котором он провёл 3 года, затем 5 сезонов он отыграл за «Денизлиспор», с 2008 года Хамиду выступает за «Кайсериспор», где, несмотря на свой солидный возраст, является основным вратарём.
В национальной сборной Сулейману Хамиду выступает с 2000 года, проведя за это время в её составе 40 матчей и приняв участие в четырёх Кубках Африки. Хамиду включён в состав сборной Камеруна на чемпионат мира 2010.